# 北角循道學校
北角循道學校（英語：Chinese Methodist School (North Point)），前身為北角循道學校上午校及下午校，位於香港七姊妹百福道15號，屬於校網14號。該校是由前中華基督教循道公會香港教區（1975年已和香港衛理公會合併成為香港基督教循道衛理聯合教會）所成立的，創立於1964年，現任校長為鄭家明先生。校訓為「遵循主道」。下午校已於2010年搬到百福道4號，並改名為丹拿山循道學校。

## 校政管理
下列資料來源包括但不限於1964年《華僑日報》招生廣告、2000年《小學概覽》、2014年《北角循道學校 金禧紀念校刊》。

### 歷任校監
- 黃作 牧師[1]（1964年至1966年）
- 李炳光 牧師（1967年～1970年）
- 李黃冰斯 女士（1971年～1992年，1964年～1966年曾任上午校校長）
- 袁天佑 牧師[2]（1993年～2000年、2010年～2011年）
- 王玉慈 牧師（2001年～2009年）
- 陳升惕 先生（2012年～2022年）
- 梁灼輝 先生（現任，2022年起）

### 歷任校長
上午校：1964年～2009年
- 李黃冰斯 女士[1]（1964年～1966年，1971年～1992年任校監）
- 劉兆平 先生（1967年～1977年）
- 劉素秋 先生（1978年～1984年）
- 黃得友 先生[2]（1985年～1992年、1995年～2002年）
- 不明／懸空（1993年～1994年）
- 簡佩芬 女士（2003年～2004年）
- 曾婉婷 女士（2005年～2009年，全日制2010年起續擔任一年）

下午校：1985年～2009年
- 陳慶章 先生（1985年～1996年）
- 黃秀琴 女士[3]（1997年～2009年）

全日制：2010年起
- 曾婉婷 女士（2010年）
- 莊素妹 女士（2011年～2023年）
- 鄭家明 先生（現任，2023年起）

### 歷任副校長（1991年起）
上午校：1991年～2009年
- 莫衍洪 先生（1991年～1995年）
- 劉豪威 女士（1996年～2002年）
- 不適用（上午校：2003年）
- 曾婉婷 女士（2004年，2005年～2009年任上午校校長、2010年任全日制校長）
- 曾婉雯 女士（2005年～2007年）
- 梁美儀 女士（2008年～2009年，全日制2010年起續擔任～2023年）

下午校：1991年～2009年
- 吳淑媚 女士（下午校：1991年～1998年）
- 不適用（1999年～2000年）
- 趙偉莉 女士（下午校：2001年～2009年）

全日制：2010年起
- 梁美儀 女士（全日制2010年～2023年）
- 阮麗琴 女士（2010年～2023年）
- 李晃汶 女士（現任，2020年起）

### 歷任助理校長（2020年起增設）
- 蘇淑蘭 女士（2020年～2023年）
- 鍾錦權 先生（現任，2020年起）
- 李美誼 女士（現任，2024年起）

### 歷任下午校主任（1964年～1984年）
- 任陳鳳儀 女士（1964年～1966年）
- 范李愛羣 女士（1967年～1968年）
- 陳慶章 先生（1969年～1984年）

## 辦學宗旨
本基督精神，發展全人教育；藉宣講福音，培育豐盛生命。使學生於靈、德、智、體、群、美六育並進，邁向基督化人格，從而服務人群，建設社會。

## 課外活動
為培養學生不同的興趣，發展潛力，達至全人教育，本校共開辦超過六十項多樣化的聯課活動，讓學生在課餘時間參加。

### 1.週五多元活動課
依據美國哈佛大學心理學教授迦納（Howard Gardner）的八大智能(語文智能、邏輯數學智能、空間智能、肢體動覺智能、音樂智能、人際智能、內省智能、自然觀察 者)，本校於週五下午時段設有約三十項多元活動供學生參加，內容涵蓋語文、數理、體育、音樂及藝術，例如：校園電視台、辯論精英、奧數初階、毛筆書法、科學小跳豆、創意手作、笛隊、歌詠、初級急救、三人籃球等。 

### 2.週一至週六聯課活動
週一至五的課後時段及週六的早上，本校舉辦多項活動供學生參加，發掘他們的潛能。如學生活動表現優秀，學校會推薦學生參加校外比賽，增加參賽者互相觀摩、學習成長的機會。

## 著名／傑出校友
- 馬詩詠：香港女作家、《雪菜肉絲》作者
- 高翰文：香港舞台劇演員[4]（1972年小六）
- 吳麗珠：前香港女藝人[註 1]（1967年至1968年小一）
- 孫慧雪：香港女藝人[5]
- 文念中：香港電影美術指導[6]（1979年小六）
- 葉菁華：香港中文大學崇基學院神學院院長
- 楊詩敏：香港女演員[註 2]（1988年小六）
- 梁栢堅：香港填詞人（1988年小六）[註 3]
- 廖廣申：香港精神科專科醫生、香港大學李嘉誠醫學院名譽臨床副教授（1982年小六）

## 外部連結
维基共享资源上的相關多媒體資源：北角循道學校